# 美國心
《美國心》（英語：Just Like Weather）是1986年上映的一部香港半紀錄片式電影，由方育平執導，利玉娟與陳鴻年主演，電影講述在動蕩時代中一對年輕夫婦面臨的困境。本片榮獲第6屆香港電影金像獎最佳導演、最佳新人（利玉娟）、最佳剪接。

## 劇情
鴻（陳鴻年 飾）和娟（利玉娟 飾）是一對早婚的年輕夫婦。阿娟是這個二人家庭的主要經濟支柱，在地產公司任職；丈夫阿鴻的父母在他小時候離婚，鴻現無固定職業，仍在猶豫於找工作還是到美國找他的母親。鴻陪娟看醫生發現有了身孕，叫娟自己作決定，但娟想到二人的經濟狀況便決定到深圳醫院墮胎。鴻痛定思痛，到車行找工作，但該車行以不良手法謀利，哄騙顧客金錢。
獸醫麥醫生對娟展開追求，他到娟的地產公司說要賣屋，邀請娟到住處參觀，醫生努力攀談，娟卻只是一心看房。娟回家後向鴻介紹麥醫生正在聘請助理，陳拒絕，娟對其消極態度感不滿。鴻希望離開香港到美國碰碰運氣。娟卻並無此意，她放不下香港的親人，同時也對鴻沒有信心。
車行的無良經營手法，最終被警方盯上，作為簽單經手人的鴻需接受調查。一天，鴻遛狗時碰上娟與麥醫生，鴻默然出走。娟看中醫時向其訴苦，稱自己想要小孩、想休息，但跟著鴻一切變得不可能。鴻出走後幾天又想回家，娟著他考慮清楚大家的未來。
最終娟與鴻到了美國去，但卻因為不適應生活想離開。

## 角色
| 演員   | 角色   | 備註                         |
| 利玉娟 | 阿娟   | 阿陳妻子，家庭支柱，不想移民 |
| 陳鴻年 | 陳鴻   | 阿娟丈夫，希望移民           |
| 林影華 | 林影華 |                              |
| 鄭智雄 |        |                              |
| 余婉菲 |        |                              |
| 盧敬華 |        |                              |
| 李美華 |        |                              |
| 方育平 | 方育平 | 記者                         |
| 陳廷光 |        |                              |
| 麥子健 |        |                              |
| 鄭小娟 |        |                              |
| 利志強 | 利志強 |                              |

## 花絮
在電影中飾演阿陳和阿娟的陳鴻年與利玉娟，在真實生活中亦為夫妻。利玉娟時年23歲，夫妻二人經營地產買賣生意，他們受導演方育平的真誠打動而出演，拍攝期間仍照常做地產生意。

## 獎項
| 年份 | 頒獎典禮                | 獎項           | 名字           | 結果 |
| ---- | ----------------------- | -------------- | -------------- | ---- |
| 1987 | 第6屆香港電影金像獎     | 最佳電影       |                | 提名 |
| 1987 | 第6屆香港電影金像獎     | 最佳導演       | 方育平         | 獲獎 |
| 1987 | 第6屆香港電影金像獎     | 最佳劇本       | 吳滄洲         | 提名 |
| 1987 | 第6屆香港電影金像獎     | 最佳女主角     | 利玉娟         | 提名 |
| 1987 | 第6屆香港電影金像獎     | 最佳新人       | 利玉娟         | 獲獎 |
| 1987 | 第6屆香港電影金像獎     | 最佳攝影       | 陳樂儀、陳炳林 | 提名 |
| 1987 | 第6屆香港電影金像獎     | 最佳剪接       | 李毓槐、郭強   | 獲獎 |
| 1987 | 第6屆香港電影金像獎     | 最佳音樂       | 羅永暉         | 提名 |
| 1987 | 第6屆香港電影金像獎     | 十大華語片     |                | 獲獎 |
| 1987 | 第4屆都靈國際青年電影節 | 評判團特別大獎 |                | 獲獎 |

## 外部連結
- 香港影庫上《美國心》的資料（繁體中文）
- 时光网上《美國心》的資料（简体中文）
- 豆瓣电影上《美國心》的資料 （简体中文）
- AllMovie上《美國心》的资料（英文）
- 爛番茄上《美國心》的資料（英文）
- 互联网电影数据库（IMDb）上《美國心》的资料（英文）